# Imposta comunale sulla pubblicità
L'imposta comunale sulla pubblicità (o ICP), nel sistema fiscale italiano, era una imposta locale (o tributo locale) che aveva ad oggetto la diffusione di messaggi pubblicitari attraverso strumenti visivi o acustici, in luoghi pubblici o aperti al pubblico. Seppur la normativa di riferimento è di carattere nazionale (D.Lgs del 15 novembre 1993, n. 507, in materia di "Revisione ed armonizzazione dell'imposta comunale sulla pubblicita' e del diritto sulle pubbliche affissioni, della tassa per l'occupazione di spazi ed aree pubbliche dei comuni e delle province nonché della tassa per lo smaltimento dei rifiuti solidi urbani a norma dell'art. 4 della legge 23 ottobre 1992, n. 421, concernente il riordino della finanza territoriale"), la regolamentazione è lasciata alla discrezionalità comunale. I Comuni, infatti, sono tenuti ad adottare un apposito regolamento che disciplini le modalità applicative e la determinazione delle tariffe applicabili.
La legge di bilancio del 2020 (articolo 1 comma 816, L. del 27 dicembre 2019, n. 160, in materia di "Bilancio di previsione dello Stato per l'anno finanziario 2020 e bilancio pluriennale per il triennio 2020-2022") ha previsto, a decorrere dal 2021, la totale sostituzione del tributo con il "canone unico" o "canone unico patrimoniale".

## Disciplina normativa
A decorrere dal 1ºgennaio 1994, l'imposta comunale sulla pubblicità e il correlato diritto sulle pubbliche affissioni (DPA) è disciplinata dal D.Lgs. 15 novembre 1993, n. 507. Gli articoli che regolano il tributo sono quelli dal 5 al 17 della suddetta previsione e, ai sensi dell'articolo 1, è lasciata ampia discrezionalità di regolamentazione in capo ai soggetti attivi: i Comuni.
La normativa non è stata priva di modifiche. La prima rivoluzione operata nel quadro legislativo delineato è quella della Legge Finanziaria del 2002 ( L. 20 dicembre 2001, n.448, in materia di "Disposizioni per la formazione del bilancio annuale e pluriennale dello Stato (legge finanziaria 2002)"). Il legislatore ha posto particolare interesse al momento deliberativo delle tariffe e alle conseguenze della mancata adozione delle medesime. Di particolare interesse, inoltre, appare quanto innovato in ordine alle esenzioni d'imposta, da cui emerge una tendenza a limitare ulteriormente gli effetti agevolativi delle stesse. L'intervento riguarda l'esclusione dal tributo per le insegne che contraddistinguono la sede di esercizio della produzione di beni e di servizi, purché siano superfici fino a cinque metri quadrati.
La Legge Finanziaria del 2005 (L. 30 dicembre 204, n. 311, in materia di "Disposizioni per la formazione del bilancio annuale e pluriennale dello Stato (legge finanziaria 2005)") ha introdotto principalmente innovazioni in riferimento al regime sanzionatorio ed al diritto sulle pubbliche affissioni. I mutamenti più rilevanti sono però quelli operati dalla Legge Finanziaria del 2007 (L. 27 dicembre 2007, n. 296, in materia di "Disposizioni per la formazione del bilancio annuale e pluriennale dello Stato (finanziaria 2007)"). Essa è intervenuta con principale riguardo alla disciplina dell'accertamento, in materia di riscossione del tributo ed in riferimento alla regolamentazione delle affissioni abusive. Tra le diverse azioni assumono maggiore rilevanza quelle in ordine alle richieste di rimborso, alle modifiche dei criteri e modalità, a disposizione dell'ente, di rettifica delle dichiarazioni del contribuente e alle innovazioni riguardanti la misura e il calcolo degli interessi di mora.Infine, segna un punto decisivo la L. 27 dicembre 2019, n. 160 (Legge di Bilancio 2020). A decorrere dal 1º gennaio 2021 il tributo sarà totalmente sostituito e inglobato nel c.d. "canone unico" o "canone", il quale riunisce sotto un medesimo prelievo le entrate relative alle pubbliche affissioni e alla diffusione di messaggi pubblicitari.

## Presupposto d'imposta e oggetto dell'imposta
Il presupposto dell'imposta sulla pubblicità è la diffusione di messaggi pubblicitari in luoghi pubblici, aperti al pubblico o esposti al pubblico, nell'esercizio di un'attività economica, attraverso forme di comunicazione acustiche o visive. Gli elementi essenziali sono lo svolgimento di un'attività economica, la promozione della domanda di beni o servizi di natura commerciale ed infine il miglioramento dell’immagine del soggetto economico. L'imposta, in particolare, investe le forme pubblicitarie non realizzate a mezzo di stampa quotidiana o periodica, che intendono orientare l'interesse del pubblico verso un oggetto o un soggetto.

### Adempimenti obbligatori
Il contribuente è tenuto a presentare, preventivamente, al concessionario l'apposita dichiarazione su modello predisposto dal Comune di riferimento. Essa deve contenere le caratteristiche della pubblicità, la durata e l'ubicazione dei mezzi utilizzati. Gli effetti si estendono anche per gli anni successivi, purché non si verifichino delle variazioni degli elementi dichiarati, che comportino un cambiamento del mezzo pubblicitario o una modifica della ampiezza della superficie d'esposizione. In tale circostanza deve essere presentata una nuova dichiarazione. È facoltà del contribuente richiedere la cessazione degli effetti: ciò comporta un onere di presentazione della denuncia entro il 31 gennaio dell'anno di riferimento. 
L'assenza di dichiarazione e l'accertamento dell'esposizione pubblicitaria, consegue l'operare della presunzione secondo cui essa si considera realizzata dal 1ºgennaio dell'anno in cui è stato compiuto il rilievo. Le altre tipologie di omissioni comportano una presunzione di retroattività al 1° del mese in cui avviene la contestazione. 

### Determinazione dell'imposta
L'imposta è determinata in funzione della minima figura geometrica piana in cui è circoscritto il messaggio pubblicitario. Non rilevano il numero dei caratteri del medesimo e sono esenti all'imposta i messaggi ubicati su superfici inferiori a 300 centimetri quadrati. Le superfici non superiori ad un metro quadrato si arrotondano per eccesso allo stesso, quelle ad esso superiori e comprese nel metro e mezzo quadrato si arrotondano per eccesso a quest'ultimo.

### Riduzioni d'imposta ed esenzioni d'imposta
L'imposta è oggetto di riduzione pari alla metà del dovuto qualora la pubblicità sia realizzata nei confronti di comitati, associazioni, fondazioni ed in generale nei confronti di qualsiasi ente privo di scopo di lucro, per la pubblicità relativa a manifestazioni politiche, sindacali e di categoria, culturali, sportive, filantropiche e religiose, da chiunque realizzate, con il patrocinio o la partecipazione degli enti pubblici territoriali. Infine, vale la stessa riduzione per la pubblicità relativa a festeggiamenti patriottici, religiosi, a spettacoli viaggianti e di beneficenza.
L'articolo 17 del D.Lgs. 15 novembre 1993, n. 507 identifica, invece, una serie di fattispecie di esenzione dal tributo.Esso non è dovuto: 
- per le insegne di esercizio di attività commerciali e di produzione di beni o servizi, che svolgono un ruolo identificativo della sede in cui si svolge l'attività di riferimento;[15]
- pubblicità interna ai locali adibiti a vendita di beni o prestazione di servizi, avente ad oggetto l'attività stessa in essi esercitata (che occupino nel complesso una superficie inferiore al mezzo metro quadrato);
- gli avvisi al pubblico esposti sulle vetrine o sulle porte d'ingresso dei locali o nella immediata vicinanza, riguardanti l'attività interna o quelli riguardanti l'utilizzazione di servizi di pubblica utilità (purché la superficie non sia superiore al mezzo metro quadrato);
- avvisi in ordine a locazione o vendita dell'immobile;
- la pubblicità in riferimento a rappresentazioni in programmazione ubicata all'interno, sulle facciate esterne o sulle recinzioni dei locali di pubblico spettacolo;
- la pubblicità in ordine ai giornali ed alle pubblicazioni periodiche, esposta sulle facciate esterne delle edicole o nelle vetrine o sulle porte di ingresso dei negozi in cui si realizza la vendita;
- la pubblicità affissa all'interno delle stazioni dei servizi di trasporto pubblico riguardante l'attività esercitata dall'impresa di trasporto, nonché le tabelle e le informazioni di viaggio esposte all'esterno delle stazioni stesse o lungo l'itinerario;
- la pubblicità ubicata all'interno delle vetture ferroviarie, degli aerei e delle navi;
- la pubblicità effettuata in via esclusiva dallo Stato e dagli Enti pubblici territoriali;
- le insegne, le targhe e simili identificative delle sedi di comitati, associazioni, fondazioni ed ogni altro ente privo di scopo di lucro;
- le insegne, le targhe e simili la cui affissione sia obbligatoria per legge (purché la superficie, qualora non sia diversamente stabilito, non superi il mezzo metro quadrato);
- la pubblicità proiettata nelle sale cinematografiche, in quanto percepibile solo da possessori dei titoli di ingresso.

### Periodo e pagamento dell'imposta
L'imposta è dovuta per l'anno solare cui si riferisce l'obbligazione tributaria. Il versamento deve essere effettuato a mezzo di conto corrente postale intestato al Comune di riferimento ovvero direttamente presso le tesorerie comunali. Il pagamento per periodi d'imposta inferiori all'anno solare deve avvenire in un'unica soluzione, mentre è possibile accedere ad una rateizzazione trimestrale per la pubblicità annuale qualora l'importo complessivo sia superiore a 1.549,37 euro.

## Cumulabilità con la TOSAP
La Cassazione, superando i suoi precedenti di segno opposto, ha statuito la compatibilità nonché la cumulabilità dell'imposta comunale sulla pubblicità con la TOSAP. In passato l'orientamento è stato piuttosto uniforme nel sostenere l'alternatività dei due prelievi. Tuttavia, tale indirizzo non era considerevole del disposto dell'articolo 9, co. 7 del D.Lgs. 507/1993, il quale prevede che l'applicazione dell'ICP, derivante da pubblicità esposta su impianti appartenenti o dati in godimento al Comune, non esclude il versamento della tassa per l'occupazione di spazi e aree pubbliche. Alla medesima direzione, è collegabile l'interpretazione dell'art. 63, comma 3, D.Lgs. n. 446/1997, in materia di "Istituzione dell'imposta regionale sulle attività produttive, revisione degli scaglioni, delle aliquote e delle detrazioni dell'Irpef e istituzione di una addizionale regionale a tale imposta, nonché riordino della disciplina dei tributi locali", istitutivo del COSAP, il quale prevede che da quanto dovuto per la tassa in questione debba essere dedotto l'importo corrisposto dal concessionario per altri canoni spettanti agli enti impositori. I due tributi sono strettamente connessi in quanto gli impianti pubblicitari installati sul territorio comunale non scontano solamente l'imposta sulla pubblicità, ma anche la TOSAP (Cassazione del 6 luglio 2012, n. 11377 e del 27 luglio 2012, n. 13476).
La cumulabilità è altresì affermata dal Consiglio di Stato. Il giudice amministrativo ne ha più volte ribadito la non alternatività: il pagamento dell'imposta sulla pubblicità non esenta dal versamento del dovuto per l'occupazione del suolo pubblico e tantomeno dal versamento dei canoni di locazione o di concessione.

## Natura pubblicitaria del messaggio
Ai fini dell'applicabilità dell'imposta comunale sulla pubblicità sono rilevanti i messaggi diffusi nell'esercizio di una attività economica che abbiano come fine la promozione della domanda di beni o servizi, ovvero siano preposti al miglioramento dell'immagine del soggetto promosso (art. 5, 2° comma, D.Lgs. 15 novembre 1993, n. 507). La giurisprudenza - costituzionale, di merito e di legittimità- ha interpretato estensivamente il presupposto d'imposta, ammettendo nella nozione "pubblicità" il riferimento a qualsiasi mezzo che sia idoneo alla divulgazione indiscriminata di un'attività o di un prodotto diretta ad una massa indeterminata di consumatori e utenti. Per di più, ogni qualvolta questi siano idonei a contraddistinguere l'impresa sul mercato, sono passibili di tassazione.

### Disponibilità del mezzo pubblicitario
Tra le questioni di maggior interesse in ordine all'imposta di riferimento, vi è la definizione puntuale dell'oggetto ai cui si riferisce. Questo è da individuarsi nella mera disponibilità del mezzo e non già nell’attività di diffusione di messaggi attraverso la concreta utilizzazione del mezzo stesso. Indipendentemente dall'uso effettivo che è compiuto del messaggio pubblicitario, il soggetto passivo è tenuto al versamento del tributo. La disponibilità può derivare dalla mera sussistenza del diritto di proprietà o di altro diritto reale. Solamente l'assenza di un messaggio pubblicitario sugli impianti predisposti esonera, in tal senso, dall'imposta.

## Soggettività attiva
L'articolo 1 del D.lgs 507/1993, afferma il principio di territorialità. L'imposta è dovuta ai comuni nel cui territorio è effettuato il presupposto d'imposta. Il legislatore, nel disciplinare l'istituto, ha lasciato un'ampia discrezionalità ai soggetti attivi, i Comuni.

### Classificazione dei comuni
I Comuni sono classificati in 5 classi in base alla popolazione residente al 31 dicembre del penultimo anno precedente a quello in corso. Vige un'eccezione per i Comuni capoluogo di Provincia, i quali non possono essere collocati in una classe inferiore alla terza.
|            | Classificazione dei comuni                  | Classificazione dei comuni |
| ---------- | ------------------------------------------- | -------------------------- |
| classe I   | Comuni con più di 500.000 abitanti          |                            |
| classe II  | Comuni con abitanti tra i 100.000 e 500.000 |                            |
| classe III | Comuni con abitanti tra i 30.000 e 100.000  |                            |
| classe IV  | Comuni con abitanti tra i 10.000 e 30.000   |                            |
| classe V   | Comuni fino a 10.000 abitanti               |                            |

### I regolamenti
I Comuni sono tenuti all'adozione di un regolamento per l'applicazione del tributo. Si tratta di una fonte normativa secondaria che è finalizzata al completamento della disciplina. Tra gli elementi che deve necessariamente prevedere emergono il piano degli impianti pubblicitari, le modalità per ottenere il provvedimento ai fini dell'autorizzazione alla esposizione, la diversificazione degli impianti di affissione tra quelli adibiti ad affissioni non commerciali, affissioni commerciali o affissioni dirette di privati (riferimento ai primi tre commi dell'articolo 3 del D.lgs del 15 novembre del 1993, n. 507).Il regolamento deve altresì essere conforme alle disposizioni contenute nel codice della strada (D.Lgs. 30 aprile del 1992, n. 285, in materia di "Nuovo codice della strada") e quelle relative ai beni culturali ed ambientali (D.Lgs. del 29 ottobre 1999, n. 490, in materia di "Testo unico delle disposizioni legislative in materia di beni culturali e ambientali, a norma dell'art. 1 della legge 8 ottobre 1997, n. 352"). L'entrata in vigore corrisponde con il primo gennaio successivo all'anno in cui la delibera è divenuta esecutiva.

### Facoltà di aumento delle tariffe
L'articolo 11, comma 10, Legge 27 dicembre 1997, n. 449, in materia di "Ripubblicazione del testo della legge 27 dicembre 1997, n. 449, recante: "Misure per la stabilizzazione della finanza pubblica", corredato delle relative note", ha riconosciuto la facoltà ai comuni di introdurre delle maggiorazioni fino al 50% da applicare alle tariffe base dell'imposta comunale sulla pubblicità (a decorrere dal 1ºgennaio 2000).Con il c.d. "blocco degli aumenti" per tutti i tributi locali, il triennio 2009-2011 ha visto il venir meno di tale facoltà. Solamente nel 2012 si è assistito allo sblocco dei tributi locali, subito interrotto, però, dall'abrogazione, operata dal D.L. 22 giugno 2012, n. 83, in materia di "Testo del decreto-legge 22 giugno 2012, n. 83 (in supplemento ordinario n. 129/L alla Gazzetta Ufficiale - serie generale - n. 147 del 26 giugno 2012), coordinato con la legge di conversione 7 agosto 2012, n. 134 (in questo stesso supplemento ordinario alla pag. 1), recante: «Misure urgenti per la crescita del Paese.»", in riferimento all'articolo 11 comma 10 della Legge n. 449/1997. Tale disposizione è intervenuta con la cancellazione della possibilità di aumenti tariffari, ma facendo salva la facoltà di perfezionare le delibere con istruttoria anteriore al 26 giugno 2012. Sul punto sono sorti diversi dubbi interpretativi. Il problema ha riguardato la sopravvivenza delle maggiorazioni adottate dai comuni per gli anni successivi a quello di abrogazione. L'articolo 1 comma 739 della Legge di stabilità del 2016 (L. 28 dicembre 2015, n. 208, in materia di "Disposizioni per la formazione del bilancio annuale e pluriennale dello Stato (legge di stabilita' 2016)") ha cercato di trovare un rimedio escludendo dagli effetti abrogativi i Comuni che avessero applicato la disposizione prima dell'entrata in vigore della antecedente misura. La disposizione del 2016 è stata a lungo oggetto di discussione in ordine al suo carattere interpretativo. Le molteplici questioni di legittimità costituzionali sollevate, al riguardo, dalla Commissione di Pescara, hanno trovato un esito negativo nella pronuncia della Corte Costituzionale, la quale ha dichiarato non fondate le pretese fatte valere (Corte Cost., 30 gennaio 2018, n.15). La Corte ha chiarito che la disposizione censurata non introduce alcun regime alternativo, ma si limita a dispiegare effetti interpretativi in ordine all'avvenuta abrogazione.A conferma di quanto statuito si è aggiunto il parere del Ministero dell’Economia e delle Finanze, il quale ha ribadito che il 26 giugno 2012 corrisponde alla data spartiacque tra i due regimi, il vecchio ed il nuovo, e di conseguenza a partire dal 2013 i Comuni hanno perso la legittimazione ad introdurre o confermare le maggiorazioni in questione.
In ultimo, a decorrere dal 2019, è stata nuovamente introdotta la facoltà per i comuni di prevedere aumenti tariffari fino al 50% per le superfici superiori al metro quadrato, con arrotondamento a mezzo metro quadrato delle frazioni del medesimo (919° comma, dell'art. 1, L. 30 dicembre 2018, n. 145, in materia di "Bilancio di previsione dello Stato per l'anno finanziario 2019 e bilancio pluriennale per il triennio 2019-2021").

### Alternativa ICP o CIMP
Il canone per l'installazione dei mezzi pubblicitari è stato istituito nel 1997 con l'articolo 62 del D.Lgs. 15 dicembre 1997, n. 446, in materia di "Istituzione dell'imposta regionale sulle attività produttive, revisione degli scaglioni, delle aliquote e delle detrazioni dell'Irpef e istituzione di una addizionale regionale a tale imposta, nonché riordino della disciplina dei tributi locali". Parimenti a quanto avviene per l'imposta comunale sulla pubblicità, la regolamentazione è affidata ai Comuni. I due regimi sono tra loro alternativi. Ciascun comune, infatti, può deliberare nel proprio regolamento l'esclusione dell'applicazione della Icp, in riferimento agli impianti pubblicitari sul territorio, in luogo al pagamento di un canone in base alla tariffa.

## Soggettività passiva
È tenuto al pagamento dell'imposta colui che dispone del mezzo pubblicitario in via principale. Altresì, rispondono in solido, coloro che producono, vendono o forniscono il servizio pubblicizzato.

## Canone unico dal 2021
A decorrere dal 2021, ai sensi dell'816° comma dell'art. 1, della L. 27 dicembre 2019, n. 160 (c.d. Legge di bilancio 2020),  l'imposta comunale sulla pubblicità e il diritto sulle pubbliche affissioni, congiuntamente ad altri tributi locali, sono stati inglobati e sostituiti dal "canone unico" o "canone" (ovvero canone patrimoniale di concessione, autorizzazione o esposizione pubblicitaria). Il tributo, istituito dai Comuni, accorpa in un unico prelievo le entrate locali relative all'occupazione degli spazi e delle aree pubbliche (TOSAP), alla affissione e alla diffusione di messaggi pubblicitari (ICP-DPA), all'installazione di mezzi pubblicitari e all'occupazione delle strade (pertinenti a comuni e province).